# Michel Deville
Michel Deville (Boulogne-sur-Seine, Hauts-de-Seine, Île-de-France, França, 13 de abril de 1931 – 16 de fevereiro de 2023) foi um cineasta e roteirista francês.
Em 1984 foi membro do juri no Festival de Cinema de Cannes.
Foi casado com Rosalinde Deville. 
Michel Deville morreu em 16 de fevereiro de 2023.

## Filmografia
- Un fil à la patte (2005)
- Un monde presque paisible (2002)
- La Maladie de Sachs (1999)
- La Divine poursuite (1997)
- Aux petits bonheurs (1994)
- Toutes peines confondues (1992)
- Contre l'oubli (1991) (segmento Pour Nguyen Chi Thien, Vietnam)
- Nuit d'été en ville (1990)
- La Lectrice (1988)
- Le Paltoquet (1986)
- Péril en la demeure (1985)
- Les Capricieux (1984) (TV)
- La Petite bande (1983)
- Eaux profondes (1981)
- Le Voyage en douce (1980)
- Le Dossier 51 (1978)
- L'Apprenti salaud (1977)
- Le mouton enragé (1974)
- La Femme en bleu (1973)
- Raphaël ou le débauché (1971)
- L'Ours et la poupée (1969)
- Benjamin (1968)
- Bye bye, Barbara (1968)
- Zärtliche Haie (1967)
- Martin Soldat (1966)
- Il Ladro della Gioconda (1966)
- Lucky Jo (1964)
- Les Petites demoiselles (1964) (TV)
- L' Appartement des filles (1964)
- À cause, à cause d'une femme (1963)
- Adorable menteuse (1962)
- Ce soir ou jamais (1961)
- Une balle dans le canon (1958)